# Plumatella fruticosa
 (janvier 2021).
La mise en forme du texte ne suit pas les recommandations de Wikipédia : il faut le « wikifier ».
Les points d'amélioration suivants sont les cas les plus fréquents. Le détail des points à revoir est peut-être précisé sur la page de discussion.
- Les titres sont pré-formatés par le logiciel. Ils ne sont ni en capitales, ni en gras.
- Le texte ne doit pas être écrit en capitales (les noms de famille non plus), ni en gras, ni en italique, ni en « petit »…
- Le gras n'est utilisé que pour surligner le titre de l'article dans l'introduction, une seule fois.
- L'italique est rarement utilisé : mots en langue étrangère, titres d'œuvres, noms de bateaux, etc.
- Les citations ne sont pas en italique mais en corps de texte normal. Elles sont entourées par des guillemets français : « et ».
- Les listes à puces sont à éviter, des paragraphes rédigés étant largement préférés. Les tableaux sont à réserver à la présentation de données structurées (résultats, etc.).
- Les appels de note de bas de page (petits chiffres en exposant, introduits par l'outil «  Source ») sont à placer entre la fin de phrase et le point final[comme ça].
- Les liens internes (vers d'autres articles de Wikipédia) sont à choisir avec parcimonie. Créez des liens vers des articles approfondissant le sujet. Les termes génériques sans rapport avec le sujet sont à éviter, ainsi que les répétitions de liens vers un même terme.
- Les liens externes sont à placer uniquement dans une section « Liens externes », à la fin de l'article. Ces liens sont à choisir avec parcimonie suivant les règles définies. Si un lien sert de source à l'article, son insertion dans le texte est à faire par les notes de bas de page.
- La présentation des références doit suivre les conventions bibliographiques. Il est recommandé d'utiliser les modèles {{Ouvrage}}, {{Chapitre}}, {{Article}}, {{Lien web}} et/ou {{Bibliographie}}. Le mode d'édition visuel peut mettre en forme automatiquement les références.
- Insérer une infobox (cadre d'informations à droite) n'est pas obligatoire pour parachever la mise en page.

Pour une aide détaillée, merci de consulter Aide:Wikification.
Si vous pensez que ces points ont été résolus, vous pouvez retirer ce bandeau et améliorer la mise en forme d'un autre article.
Espèce
Plumatella fruticosa est l’une des 94 espèces de bryozoaire d'eau douce (74 espèces de phylactolaemates et  20 gymnolaemates selon les données revues par JA Massard & G Geimer en 2008) au sein de la famille des Plumatellidae.
Cette espèce a été décrite par le zoologiste George James Allman en 1844.

## Dénomination
- Son nom de genre (Plumatella) provient du fait que, vu de près, ses polypes donnent à une colonie dense un aspect « plumeux » ;
- Son nom d'espèce est « fruticosa»

### Synonymie
Cette espèce a antérieurement aussi été nommée (ou confondu avec) :
- Plumatella fruticosa (Allman 1844)
- Plumatella lucifuga (Jullien 1885)
- Plumatella princeps var. fruticosa (Kraeplin 1887)
- Plumatella lucifuga var. typica (Kafka 1887)
- Plumatella princeps var. fruticosa (Davenport 1899)
- Plumatella repens (Annandale 1907)
- Plumatella emarginata (Loppens 1909)
- Alcyonella fruticosa (Goddard 1909)
- Plumatella emarginata var. fruticosa (Hartmeyer 1909)
- Plumatella coralloides (Annandale 1911)
- Plumatella princeps var. fruticosa (Pateff 1924)
- Plumatella repens var. fruticosa (Rogerick 1934)
- Plumatella repen var. fruticosa (Carl 1943)

## Description, caractéristiques et identification taxonomique
Ce bryozoaire forme des clonies en forme de petites arborescences non rampantes. Les branches de la colonie sont brunâtre (ambre-brun à brun-jaunâtre ou brun-vert).
P. fruticosa ressemble fortement à Fredericella sultana, mais s'en distingue par des polypes en forme de fer à cheval. À première vue le polype (à peine visible à l'œil nu) a une forme en massue. Les tentacules de la couronne du polype sont au nombre de 30 à 60.
Les zoïdes de cette espèce mesurent chacun environ 2 mm long, mais forme des colonies dont les ramifications régulières se développant plutôt « à plat », formant une sorte de petit tapis sur la surface du substrat dur colonisé. Une partie de la colonie peut être en libre suspension dans l'eau (sous une branche immergée par exemple).

Les branches de la colonies, notamment constituées de chitine sont régulières et largement réparties.

Si la surface du substrat est limitée, la croissance est plus « touffue ».
Les zooïdes-mères) qui sont à l'origine d'une colonie ou d'un embranchement produisent des individus filles qui formeront à leur tour de nouvelles "branches".

Selon Mundy, les colonies ne sont attachées au substrat qu'en un ou quelques points, les branches sont pour la plupart libres d'onduler dans le courant et la coupe des zooïdes montre un diamètre " triangulaires " (en coupe transversal). Le zooicum est fragile (sa membrane est fine).
Les critères les plus crédibles pour l'identifications sont la forme et structure des flottoblastes (statoblastes à anneau flottant) qui doivent être observés au microscope optique ou au microscope électronique.
Ces statoblastes sont visibles en transparence dans le corps (dans les « branches ») de l'animal lors de leur formation.

## Biologie, écologie
Ces bryozoaires sont filtreurs et suspensivores.
Les colonies de cette espèces peuvent, dans une eau assez eutrophe former des tapis dense, qui fixent eux-mêmes parfois des matières en suspension (pseudofèces de moules zébrées par exemple) ou des colonies de bactéries filamenteuses ou d'autres bryozoaires.
Il est fréquent que la fin d'une branche soit constituée ou précédée de deux polypes.

### Guide ou clés de détermination
- Mundy - Clé de détermination des bryozoaires anglais et européens
- Wood II - Nouvelle clé de détermination des bryozoaires anglais, irlandais et d'Europe continentale (A new key to the freshwater bryozoans of Britain, Ireland and Continental Europe)
- Massard, J. A., & Geimer, G. (2008). Global diversity of bryozoans (Bryozoa or Ectoprocta) in freshwater: an update ; Bulletin de la Société des naturalistes luxembourgeois, 109, 139-148